# Estado de Bar el Gazal

Bandera del estado 1991-1994, antes bandera regional.

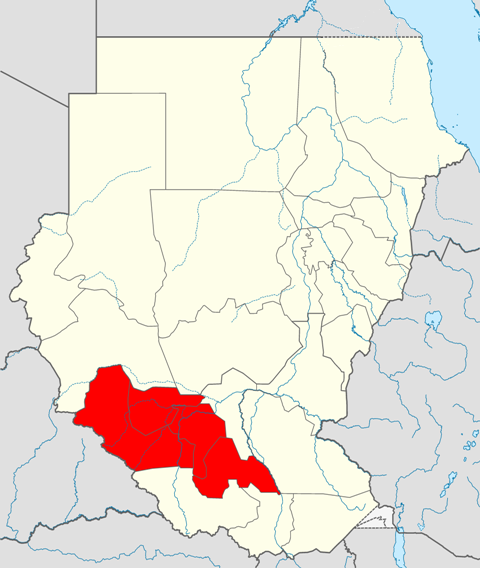
Bar el Gazal entre 1864 y 1994.

El Estado de Bar el Gazal fue un antiguo estado de Sudán. La antigua región de Bar el Gazal fue incluida en Ecuatoria a comienzos del siglo XX pero segregada en 1948 y permaneció como provincia hasta 1983. La provincia tenía una superficie de 201 048 km² y una población de 991 022 habitantes en el momento de la independencia en 1956.
La provincia subsistió hasta los acuerdos de Addis Abeba de marzo de 1972, cuando se estableció una región autónoma única en el sur. En 1980 se crearon cinco regiones descentralizadas al norte, y el 5 de junio de 1983 los acuerdos de Addis Abeba fueron anulados y la región suprimida, surgiendo en su lugar tres regiones descentralizadas basadas en las antiguas provincias; una de estas fue la de Bar el Gazal.
El 1991 Sudán adoptó formalmente el sistema federal con las ocho regiones existentes más la provincia de Jartum, que se convirtieron en estados; estas regiones o estados habían existido como provincias entre 1900 y 1972, pero luego se convirtieron en regiones y se empezaron a subdividir en provincias. Las regiones se descentralizaron en 1980 mientras las provincias pasaban a ser divisiones de segundo nivel. El 14 de febrero de 1994 se pasó a un sistema federal con 26 estados (un estado fue repartido entre otros dos en 2005, quedando 25), y el estado fue dividido entonces en cuatro: Warab, Buhaira (Lagos), Unidad, Bar el Gazal del Norte y Bar el Gazal Occidental.

## Gobernadores
- George Kongor (1991-1992)
- Joseph Lasu (1992-1994)

- Datos: Q21045464